# Scytalidium aurantiacum
Scytalidium aurantiacum är en svampart som beskrevs av Klingström & L. Beyer 1965. Scytalidium aurantiacum ingår i släktet Scytalidium, ordningen disksvampar, klassen Leotiomycetes, divisionen sporsäcksvampar och riket svampar.   Inga underarter finns listade i Catalogue of Life.